# 雷希多爾 (玻利瓦省)
雷希多爾是哥倫比亞的城鎮，位於該國北部，由玻利瓦省負責管轄，距離首府卡塔赫納420公里，始建於1860年，面積396平方公里，海拔高度19米，2005年人口4,511。

## 外部連結
- （西班牙文）Regidor official website（页面存档备份，存于）

8°40′N 73°50′W / 8.667°N 73.833°W